# Auguste Allongé
Auguste Allongé (Parigi, 19 marzo 1833 – Bourron-Marlotte, 4 luglio 1898) è stato un pittore, illustratore e incisore francese.
. Fu un pittore paesaggista prossimo alla Scuola di Barbizon.

## Biografia

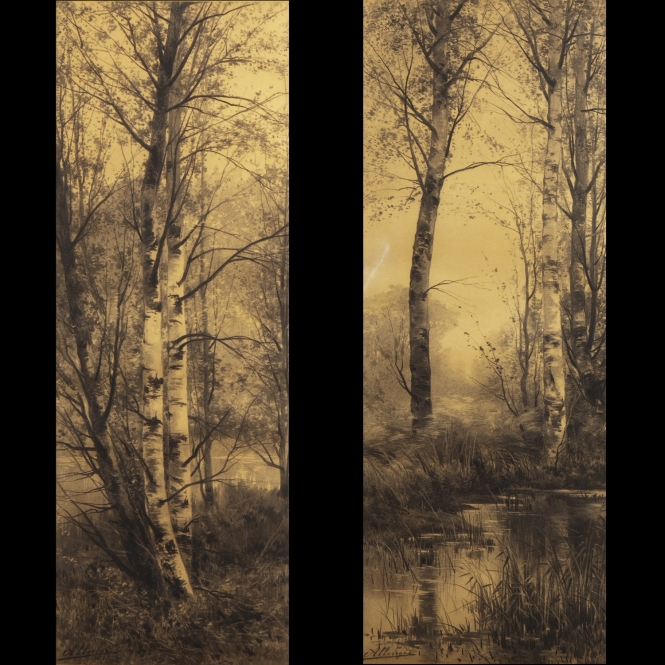
Il paesaggio lungo la riva del fiume

Auguste Allongé nacque a Parigi e, terminati gli studi primari, nel 1852, all'età di 18 anni si iscrisse all'École nationale supérieure des beaux-arts (a quei tempi "Scuola imperiale") per seguirne regolarmente i corsi di disegno e pittura. Fu così allievo di Léon Cogniet e di Louis Joseph Ducornet. Già dopo il primo anno di studi si guadagnò una medaglia d'oro della Scuola al merito.
Appena conseguito il diploma scelse di specializzarsi nella pittura del paesaggio e, dopo qualche anno, cominciò ad insegnare disegno privatamente. Esiste infatti una sua fotografia con gli allievi, ripresa nel suo studio dal fotografo Adolphe Giraudon (1849-1929)
Nel 1873 Allongé diede alle stampe un trattatello sulla tecnica del disegno a carboncino che fu tradotto in diverse lingue. In quest'opera didattica Allongé, notando che il carboncino il più delle volte viene usato solo per fare schizzi, tentò di conferire a tale tecnica e a tale strumento la completezza e l'ambizione delle opere compiute.
 
Un esperto suo contemporaneo avrebbe detto di lui: « Allongé è il disegno a carboncino, e il disegno a carboncino è Allongé.»
Assai vicino, come ispirazione e tecnica, alla Scuola di Barbizon, Allongé fu molto sensibile e attento agli effetti di luce e sostituì i contrasti di colore con uno studio assai raffinato dei valori della luce.

Nel 1896, il suo atelier si trovava a Parigi, al n.6 di Rue Jules-Chaplain (passage Stanislas).
Auguste Allongé morì a Bourlon-Marlotte all'età di 65 anni, nel 1898. Una strada di Bourron-Marlotte porta oggi il suo nome.
Fra i suoi numerosi allievi meritano una citazione Jean-Louis Forain e Albert Rigolot. I lavori di Auguste Allongé possono essere ammirati nel Museo d'arte moderna André Malraux (MuMa) di Le Havre, nel Museo Antoine-Lécuyer di San Quintino, nel Museo di belle arti di Troyes, e in altri musei.

## Opere nelle collezioni pubbliche
- Arbre, stampa,[5] L'Isle-Adam - Museo d'arte e storia "Louis-Senlecq"
- Claire de lune, bergers guardant ses moutons - Bourron-Marlotte - Museo municipale
- La Mer, 1874, olio su tela,[6]Le Havre - Museo d'arte moderna André Malraux
- Le Bourg de Crach, route d'Auray à Lockmariaker, olio su tela, San Quintino - Museo Antoine-Lécuyer,[7]
- Museo di belle arti di Troyes :
  - La Grève du lac à Plombières, acquarello.[8]
  - Les Sources de lunain à Montigny-Marlotte, acquarello.[9]
  - Vieux Chemin à Plombières, Vosges, acquarello[10]
  - Vue de Bourron à l'entrée de la forêt de Fontainebleau, acquarello[11]

## Illustrazioni
- Jules Claretie, Les promenades de Paris
- Charles Blanc, La Forêt de Fontainebleau, 1876

## Pubblicazioni
- Le Fusain, Parigi, Henri Laurens, 1907
- Vues d'Hyères, (8 vedute) di A. Allongé e C. Mercier - Parigi, stamperia Bry, c.1848

## Galleria d'immagini

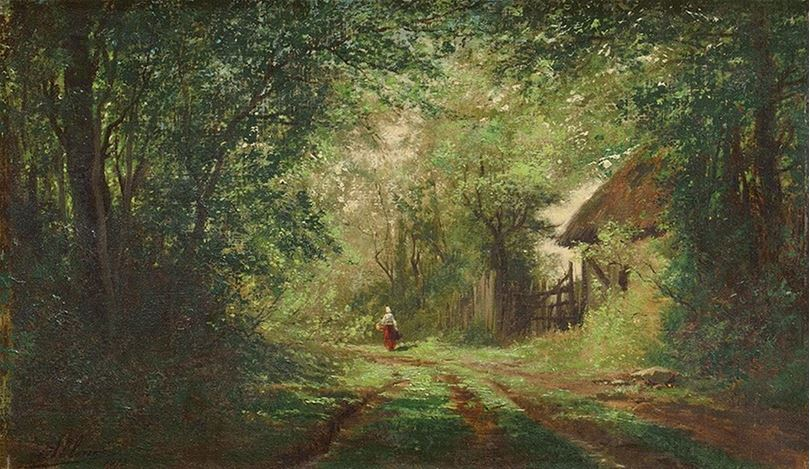
Foresta
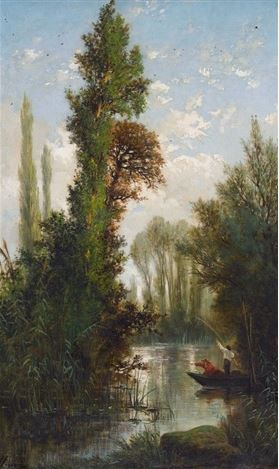
Vista del fiume
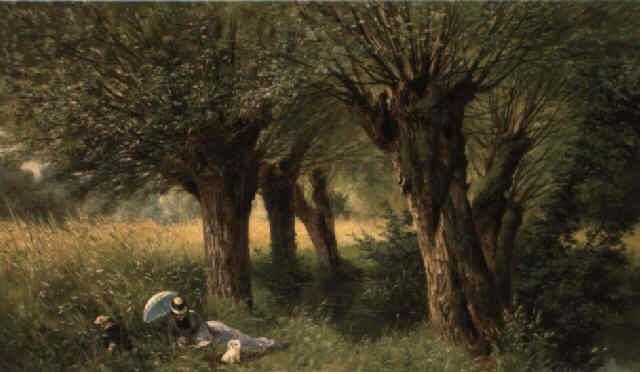
Il prato
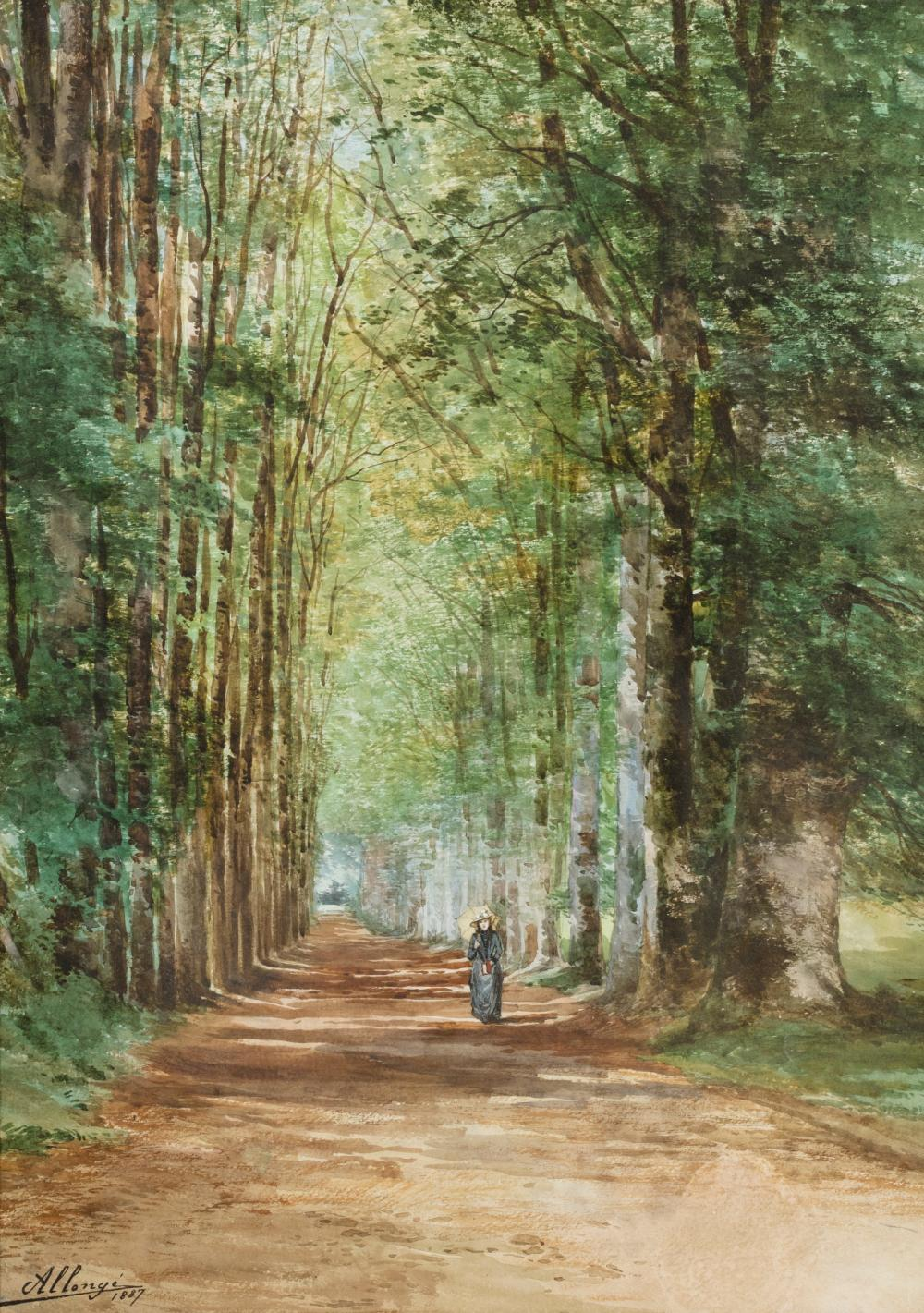
Una donna
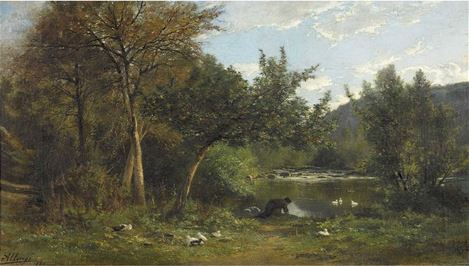
La lavandaia